# Aventures Fiction
Aventures Fiction est une revue petit format publiée entre mars 1958 et septembre 1960 chez Artima (29 numéros), comportant des récits issus de comics DC : Tales of the Unexpected (en), Strange Adventures et House of Secrets.
Une deuxième revue est publiée dans la collection Comics Pocket, toujours chez Arédit/Artima de juillet 1966 à juillet 1978 sur 57 numéros. C'est la petite sœur d'Étranges Aventures. Elle publie de façon hétéroclite des comics issus majoritairement de DC (Mystery in Space, Rip Hunter, Time Master, House of Mystery, Challengers Of The Unknown, Doom Patrol, Metal Men, Aquaman, Brave and Bold, T.H.U.N.D.E.R. Agents, Metamorpho, Green Lantern, Hawkman, Showcase, Strange Adventures, Sea Devils, Wonder Woman, New Gods, Mister Miracle, Beowulf, Sword of Sorcery, Man-Bat), mais aussi, plus rarement, de Marvel Comics (Journey into Mystery, Tales of Suspense, Tales to Astonish, Young Men, Men's Adventures), par exemple les premières aventures de Captain America (no 21 à 23) ou de Namor (no 20 à 25).
Une troisième revue paraît sous le même titre chez le même éditeur entre 1981 et 1982 (8 numéros).
Une quatrième version paraît toujours chez le même éditeur entre 1986 et 1987 (9 numéros).